# Rigonfiamento equatoriale

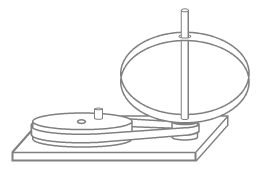
Un modello di rigonfiamento equatoriale.

Un rigonfiamento equatoriale è un rigonfiamento che un pianeta, una stella o qualunque altro corpo in rotazione sul proprio asse può possedere in corrispondenza del suo equatore. La Terra ha un rigonfiamento equatoriale di 42,72 km, dovuto al suo moto di rotazione: il suo diametro misurato lungo il piano equatoriale (12 756 km) è di 43 km in eccesso rispetto al diametro misurato fra i poli (12 713 km).
Una curiosità che spesso viene citata come indicativa del rigonfiamento equatoriale è che il punto più alto della Terra, misurato dal centro terrestre, è la cima del Monte Chimborazo in Ecuador, anziché l'Everest. Prendendo invece come riferimento gli oceani, la punta più alta risulta quella dell'Everest.

## L'equilibrio come bilanciamento di energia
La gravità tende a contrarre un corpo celeste in una sfera perfetta, la forma in cui tutta la massa può stare il più possibile vicina al centro del corpo. La rotazione causa, però, una distorsione sulla forma sferica; una misura comune della distorsione è l'appiattimento, che può dipendere da una varietà di fattori fra cui il diametro, la velocità angolare, la densità e l'elasticità.
Per avere un'idea del tipo di equilibrio coinvolto si può immaginare una persona su una sedia girevole rotante con dei pesi in mano; se la persona sulla sedia spinge i pesi all'infuori, sta compiendo un lavoro e la sua energia cinetica rotazionale aumenta. Il tasso di rotazione è così forte che al tasso di rotazione più veloce la forza centripeta richiesta è più grande che con il tasso di rotazione iniziale.

Le forze in gioco durante la rotazione di un pianeta:
Freccia rossa: forza di gravità che tende a contrarre il pianeta, Freccia Verde: forza centrifuga che, a causa della rotazione del pianeta, tende a espandere il pianeta, Freccia Blu: la risultante delle forze che influenza la gravità.

Una cosa simile accade durante la formazione planetaria; la materia inizialmente si addensa a formare di disco che ruota lentamente, quindi le collisioni convertono l'energia cinetica in calore, che consente al disco di gravitare su uno sferoide di forma appiattita.
Da molto tempo si sa che la rotazione terrestre rallenta di circa un millesimo di secondo ogni 100 anni, si sa anche che una grossa causa di questo rallentamento deriva dalle maree combinate Luna-Sole. Da sottilineare l'importanza che riveste il pur leggero rigonfiamento equatoriale terrestre nei movimenti planetari di rotazione/rivoluzione della stessa Terra attorno al proprio asse ed al Sole.

## Differenze in accelerazione gravitazionale
A causa del rigonfiamento equatoriale, l'accelerazione gravitazionale è inferiore all'equatore rispetto ai poli.
Nel XVII secolo, dopo l'invenzione dell'orologio a pendolo, scienziati francesi hanno rilevato che gli orologi inviati in Guyana francese e quelli inviati sulla costa settentrionale del Sud America, erano leggermente più lenti rispetto alle loro esatte copie, ma contenute all'attuale Bimp di Parigi. Le misurazioni dell'accelerazione di gravità equatoriale devono anche tener conto della rotazione del pianeta. Qualsiasi oggetto che è fermo sulla superficie terrestre si sta in realtà muovendo attorno all'asse terrestre stesso. 
Tirando un oggetto in una traiettoria circolare richiede una determinata forza. L'accelerazione che è necessaria per circumnavigare l'asse della Terra lungo l'equatore in una rivoluzione della durata di un giorno siderale è di 0,0339 m/s² (tale accelerazione viene fornita dal momento angolare di rotazione). Così per questa dissipazione energetica nel trasporto della massa aumenta leggermente il raggio e di conseguenza l'accelerazione gravitazionale diminuisce ed arriva, all'equatore, a 9,7805 m/s². Ciò significa che la vera accelerazione gravitazionale all'equatore dovrebbe essere 9,8144 m/s² (9,7805 + 0,0339 = 9,8144).
Ai poli l'accelerazione gravitazionale è di 9,8322 m/s². La differenza di 0,0178 m/s² tra l'accelerazione gravitazionale polare e quella equatoriale è dovuta al fatto che gli oggetti situati sull'equatore sono circa 21 km più lontani dal centro di massa della Terra rispetto ai poli, il che corrisponde ad una minore accelerazione gravitazionale (sono più lontani proprio a causa del rigonfiamento equatoriale che, per forza centrifuga, allarga la Terra).
In sintesi vi sono due cause principali al rallentamento della forza gravitazionale ai poli e all'equatore. Circa il 70% della differenza è costituita dal fatto che gli oggetti circumnavigano l'asse terrestre e l'altro 30 per cento è dovuto alla forma della terra con un rigonfiamento equatoriale.

## Orbite dei satelliti artificiali
Il GPS viene influenzato dal rigonfiamento equatoriale della Terra in quanto l'altitudine si riduce in presenza del rigonfiamento ed aumenta in presenza del controrigonfiamento.

## Altri corpi celesti
Gli altri corpi nel sistema solare hanno anch'essi un rigonfiamento equatoriale.
Saturno è il corpo con il più elevato rigonfiamento equatoriale. Segue un prospetto dello schiacciamento nei vari pianeti:
| Corpo celeste | Diametro equatoriale | Diametro polare | Rigonfiamento equatoriale | Rapporto schiacciamento |
| ------------- | -------------------- | --------------- | ------------------------- | ----------------------- |
| Terra         | 12 756,28 km         | 12 713,56 km    | 42,72 km                  | 1:298,2575              |
| Marte         | 6 805 km             | 6 754,8 km      | 50,2 km                   | 1:135,56                |
| Cerere        | 975 km               | 909 km          | 66 km                     | 1:14,77                 |
| Giove         | 143 884 km           | 133 709 km      | 10 175 km                 | 1:14,14                 |
| Saturno       | 120 536 km           | 108 728 km      | 11 808 km                 | 1:10,21                 |
| Urano         | 51 118 km            | 49 946 km       | 1 172 km                  | 1:43,62                 |
| Nettuno       | 49 528 km            | 48 682 km       | 846 km                    | 1:58,54                 |
| Eris          | 2 400 km             | sconosciuto     | sconosciuto               | sconosciuto             |

## Espressione matematica del Rigonfiamento equatoriale
{\displaystyle f={\frac {a-b}{a}}=1-{\frac {b}{a}}\approx {3\pi  \over 2GT^{2}\rho }}
dove {\displaystyle a} è il raggio equatoriale, {\displaystyle b} quello polare e {\displaystyle {\frac {b}{a}}} è il rapporto di schiacciamento. L'approssimazione è valida in caso di un pianeta con densità uniforme ed è una funzione della costante newtoniana della gravitazione {\displaystyle G}, del periodo di rotazione {\displaystyle T} e della massa volumica {\displaystyle \rho }.